# 松江大学城
松江大学城位于上海市松江区新城区西北角，占地约8000亩。2000年启动建设，2005年基本建成。松江大学城内现含有上海外国语大学、东华大学、华东政法大学、上海对外經貿大學、上海立信会计金融学院、上海工程技术大学和上海视觉艺术学院等７所高等院校。

## 布局

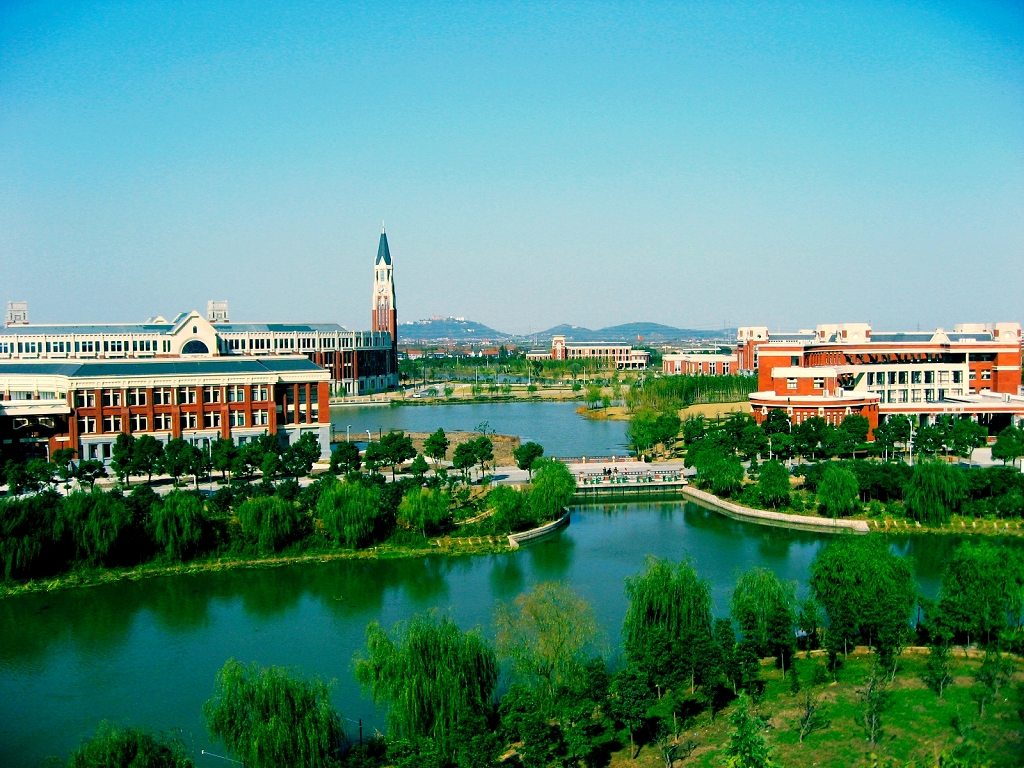
从松江大学城四期学生公寓24号楼7014室拍摄的华政景色

宿舍4期

松江大学城景色

文汇路为松江大学城的中心道路，沿文汇路自东向西分布着二期、一期、三期和四期学生公寓，五期和五期B区学生公寓则位于广富林路三新北路交界处。文汇路北侧商铺众多，南侧则以林荫道为主。
学生生活区分为六个部分，分别为：

学生公寓一期：入住者主要为上海对外经贸大学学生，上海工程技术大学的飞行学院的男生；

学生公寓二期：入住者主要为东华大学的本科生和研究生，上海外国语大学的本科生和研究生；

学生公寓三期：入住者主要为上海工程技术大学，上海对外经贸大学的学生；

学生公寓四期：入住者主要为上海工程技术大学，上海立信会计金融学院，上海视觉艺术学院的学生；

学生公寓五期：入住者为华东政法大学的学生；

学生公寓五期B区（俗称六期）：该区域现时并非规模化的学生公寓区，而是由上海东方明珠置业有限公司對外出租，入住者多非松江大学城诸校学生，但亦有少部分华东政法大学学生申请入住。

## 交通
松江大学城北面是佘山，南面是松江新城，地理位置较偏僻，经高速公路去上海市中心的人民广场35公里。

### 地面公交
- 区内线路：松江1路、3路、5路、9路、12路、13路、17路、33路等通往松江城区
- 普通线路：松莘线、松莘B线开往上海轨道交通1号线外环路站
- 高速线路：松梅专线经沪杭高速公路开往上海轨道交通1号线莲花路站与锦江乐园站

### 轨道交通
上海轨道交通9号线虽然设置了松江大学城站，可40分钟到达上海市区，但车站离园区较远，需要靠松莘B线、松江18路、松江24路轉駁。
在松江大学城周围存在着有不少的黑車，可以议价。从2009年的开始，松江大学城管理委员会和路政与交警一起对黑车进行了打击，黑车数量大为减少。

## 争议

### 赞同
- 赞同者[谁？]认为，松江大学城给松江区提供了新的发展机遇。带动了松江新城的房地产业，并给松江带来了许多商机。各大高校的毕业生也给松江带输送了源源不断的人力资源。
- 松江大学城地处偏远郊区，远离都市的喧闹，能使学生不受外界干扰，安心学习。

### 批评
随着2004年起对全国各地兴建大学城的口诛笔伐，对松江大学城的批评主要集中在以下几点：
- 松江大学城的普通本科学费原为10000元/年，昂贵的学费超出大多数家庭的承受能力。最先入住大学城的学生，由于学校大部分建筑仍未完成，平日里只能穿行于工地之间；而在校园里走动的民工也使大学城增加了许多安全隐患。具有讽刺意味的是，在这批最早入住大学城的学生即将毕业，大部分教学设施已完工之际，于2006年9月将学费降为了5000元/年（华东政法大学的学费在调整后依然分为两档，法学专业以所谓热门专业为由收取6500元/年的学费，而其他专业统一征收5000元/年）。
- 学校的基础设施存在一定质量问题。2006年上海工程技术大学一教学楼走廊天花板突然坍塌，险些砸中一名路过的学生。华东政法大学公共教学楼建成不到2年已发现多处裂缝，地面有不同程度陷落，一些教室严重渗水。诸如此类事件，不胜枚举。松江大學城的建設，疑似是有許多官商勾結的黑心工程。
- 学生公寓楼结构设计有不合理之处。具体如没有宽带接口（可自行到中國電信營業廳申請adsl），整栋楼只有一个热水供应点且在一樓，没有电梯，也沒有相應現代應有的空調系統（中國大學許多宿舍仍然沒有空調）。在学生及校方向有关单位提出后，新建造的公寓楼仍与之前一样，并沒有一丝一毫之改善（六期公寓已預留空調機位）。
- 上海东方明珠置业有限公司具有官方背景，为政府所指定，其诸多行为侵害了学生的权益。譬如将多处学生寝室区的公共區域改造成商业房租给商贩（也有支持者認為此舉方便了學生生活。但餐飲業排出的油煙讓周圍學生頗有微詞）；强行拆除市政建造的廉价饮水机；对退宿规定极其苛刻等。甚至與校方強迫學生需住在開發的生活區內，但是對其生活區的改善不聞不問。
- 大学城地处上海远郊，不利学生课外兼职、实习、接触社会，同时也缺乏娱乐设施，难以满足师生日常生活需要。隨著上海地鐵9號線的開通，大學城商圈的日漸成熟，越來越多的投資者選擇在文匯路上經營娛樂業。
- 大學城內的商業區域，許多餐廳衛生狀況讓人擔心。面對商店、餐廳的價格壟斷和服務、衛生品質，學生無其他選擇，只能任人宰割。
- 大學城內，手機信號無法供應如此众多學生用戶，造成許多通訊問題。
- 學生與上海國際大都市的社會交流與接觸減少許多，教授在授完課後也不得不乘車或駕車返回市區家中，嚴重影響了學校學術研究和學生與教授交流，對於培養下一代的教育有著負面的影響。
- 遠離市中心的開發一般是建在已有一定規模的中小型衛星城區，但松江大學城離原有的松江城區有一段距離，完全是從上海郊區農田空地拔地而起，其開發目的疑似與週邊房地產商有關，配套交通設施的設站與路線設計普遍不是為了服務大學城內的學生和教職人員，而是配合週邊房地產開發。

## 外部連結
- 上海松江
- 广富林街道